# Championnat d'Azerbaïdjan de football
La Première Ligue d'Azerbaïdjan (en azéri : Azərbaycan Premyer Liqası), est la première division du football en Azerbaïdjan. La compétition est créée en 1992, à la suite de l'indépendance du pays et succède directement à l'ancien championnat de la RSS d'Azerbaïdjan disputé depuis 1928.
La compétition se compose de 10 équipes, avec le dernier relégué à la fin de la saison en deuxième division.

## Palmarès

### Période soviétique (1928-1991)
- 1928 : Progress-2 Bakou
- 1929-1933 : Inconnu
- 1934 : Profsoyuz Bakou
- 1935 : Stroitel Yuga Bakou
- 1936 : Stroitel Yuga Bakou
- 1937 : Lokomotiv Bakou
- 1938 : Lokomotiv Bakou
- 1939 : Lokomotiv Bakou
- 1940 : Lokomotiv Bakou
- 1941-1943 : Non disputé
- 1944 : Dinamo Bakou
- 1945 : Non disputé
- 1946 : Lokomotiv Bakou
- 1947 : Trudovye Rezervy Bakou
- 1948 : KKF Bakou
- 1949 : KKF Bakou
- 1950 : Iskra Bakou
- 1951 : Ordjonikidzeneft Bakou
- 1952 : Ordjonikidzeneft Bakou
- 1953 : Ordjonikidzeneft Bakou
- 1954 : Zavod im. S.M.Budennogo Bakou
- 1955 : Ordjonikidzeneft Bakou
- 1956 : NPU Ordjonikidzeneft Bakou
- 1957 : NPU Ordjonikidzeneft Bakou
- 1958 : NPU Ordjonikidzeneft Bakou
- 1960 : MOIK Bakou
- 1961 : Spartak Quba
- 1962 : MOIK Bakou
- 1963 : Araz Bakou
- 1964 : Polad Sumgait
- 1965 : Vostok Bakou
- 1966 : Vostok Bakou
- 1967 : Araz Bakou
- 1968 : MOIK Bakou
- 1969 : Araz Bakou
- 1970 : MOIK Bakou
- 1971 : Khimik Bakou
- 1972 : Sourahanets Bakou
- 1973 : Araz Bakou
- 1974 : Araz Bakou
- 1975 : Araz Bakou
- 1976 : Araz Bakou
- 1977 : Karabakh Khankendi
- 1978 : SKIF Bakou
- 1979 : MOIK Bakou
- 1980 : Energetik Ali-Bayramly
- 1981 : Gandjlik Bakou
- 1982 : Tokhoudjou Bakou
- 1983 : Termist Bakou
- 1984 : Termist Bakou
- 1985 : Khazar Soumgait
- 1986 : Goyazan Qazakh
- 1987 : Araz Nakhitchevan
- 1988 : FK Qarabağ
- 1989 : Stroitel Sabirabad
- 1990 : FK Qarabağ
- 1991 : Khazar Soumgait

### Depuis l'indépendance (depuis 1992)

#### Palmarès par saison
| Saison    | Clubs              | Vainqueur           | Vice-champion      | Troisième          | Meilleur(s) buteur(s) |
| --------- | ------------------ | ------------------- | ------------------ | ------------------ | --- |
| 1992      | 26                 | Neftchi Bakou (1)   | Khazar Sumgayit    | Turan Tovuz        | Nazim Aliyev (Khazar Sumgayit, 39 buts) |
| 1993      | 20                 | FK Qarabağ (1)      | Khazar Sumgayit    | Turan Tovuz        | Samir Alakbarov (Neftchi Bakou, 16 buts) |
| 1993-1994 | 16                 | Turan Tovuz (1)     | FK Qarabağ         | FK Kapaz           | Mousa Gourbanov (Turan Tovuz, 35 buts) |
| 1994-1995 | 13                 | FK Kapaz (1)        | Turan Tovuz        | Neftchi Bakou      | Nazim Aliyev (Neftchi Bakou, 27 buts) |
| 1995-1996 | 11                 | Neftchi Bakou (2)   | Khazri Bouzovna    | FK Kapaz           | Nazim Aliyev (Neftchi Bakou/FK Qarabağ, 23 buts) |
| 1996-1997 | 16                 | Neftchi Bakou (3)   | FK Qarabağ         | Khazri Bouzovna    | Gurban Gurbanov (Neftchi Bakou, 34 buts) |
| 1997-1998 | 15                 | FK Kapaz (2)        | FK Bakou           | FK Shamkir         | Nazim Aliyev (FK Bakou, 23 buts) |
| 1998-1999 | 14                 | FK Kapaz (3)        | FK Shamkir         | Neftchi Bakou      | Alay Bahramov (Vilash Masalli, 24 buts) |
| 1999-2000 | 12                 | FK Shamkir (1)      | FK Kapaz           | Neftchi Bakou      | Badri Kvaratskhelia (FK Shamkir, 16 buts) |
| 2000-2001 | 11                 | FK Shamkir (2)      | Neftchi Bakou      | FK Vilash Masalli  | Pasha Aliyev (Bakili Bakou, 12 buts) |
| 2001-2002 | 12                 | FK Shamkir (3)      | Neftchi Bakou      | FK Qarabag         | Kanan Kerimov (FK Shamkir, 12 buts) |
| 2002-2003 | Pas de championnat | Pas de championnat  | Pas de championnat | Pas de championnat | Pas de championnat |
| 2003-2004 | 14                 | Neftchi Bakou (4)   | FK Shamkir         | FK Qarabağ         | Samir Mousaev (FK Qarabağ, 20 buts) |
| 2004-2005 | 18                 | Neftchi Bakou (5)   | Khazar Lenkoran    | FK Karvan          | Zaur Ramazanov (FK Karvan, 21 buts) |
| 2005-2006 | 14                 | FK Bakou (1)        | FK Karvan          | Neftchi Bakou      | Yacouba Bamba (FK Karvan, 16 buts) |
| 2006-2007 | 14                 | Khazar Lenkoran (1) | Neftchi Bakou      | FK Bakou           | Zaur Ramazanov (Khazar Lankaran, 20 buts) |
| 2007-2008 | 14                 | Inter Bakou (1)     | Olimpik Bakou      | Neftchi Bakou      | Khagani Mamedov (Inter Bakou, 19 buts) |
| 2008-2009 | 14                 | FK Bakou (2)        | Inter Bakou        | Simurq Zaqatala    | Walter Guglielmone (Inter Bakou, 17 buts) |
| 2009-2010 | 12                 | Inter Bakou (2)     | FK Bakou           | FK Qarabağ         | Farid Gouliev (Standard Bakou, 16 buts) |
| 2010-2011 | 12                 | Neftchi Bakou (6)   | Khazar Lenkoran    | FK Qarabağ         | Giorgi Adamia (FK Qarabağ, 18 buts) |
| 2011-2012 | 12                 | Neftchi Bakou (7)   | Khazar Lenkoran    | Inter Bakou        | Bahodir Nasimov (Neftchi Bakou, 16 buts) |
| 2012-2013 | 12                 | Neftchi Bakou (8)   | FK Qarabağ         | Inter Bakou        | Nicolás Canales (Neftchi Bakou, 26 buts) |
| 2013-2014 | 10                 | FK Qarabağ (2)      | Inter Bakou        | FK Qabala          | Reynaldo (FK Qarabağ, 22 buts) |
| 2014-2015 | 10                 | FK Qarabağ (3)      | Inter Bakou        | FK Qabala          | Nurlan Novruzov (FK Bakou, 15 buts) |
| 2015-2016 | 10                 | FK Qarabağ (4)      | Zirə FK            | FK Qabala          | Dani Quintana (FK Qarabağ, 15 buts) |
| 2016-2017 | 8                  | FK Qarabağ (5)      | FK Qabala          | Inter Bakou        | Filip Ozobić (FK Qabala, 11 buts) Rauf Aliyev (Inter Bakou, 11 buts)                                                                                     |
| 2017-2018 | 8                  | FK Qarabağ (6)      | FK Qabala          | Neftchi Bakou      | Bagaliy Dabo (FK Qabala, 13 buts) |
| 2018-2019 | 8                  | FK Qarabağ (7)      | Neftchi Bakou      | Sabail FK          | Mahir Emreli (FK Qarabağ, 16 buts) |
| 2019-2020 | 8                  | FK Qarabağ (8)      | Neftchi Bakou      | Keşla FK           | Peyman Babaei (FK Sumgayit, 7 buts) Steven Joseph-Monrose (Neftchi Bakou, 7 buts) Bagaliy Dabo (Neftchi Bakou, 7 buts) Mahir Emreli (FK Qarabağ, 7 buts) |
| 2020-2021 | 8                  | Neftchi Bakou (9)   | FK Qarabağ         | FK Sumgayit        | Namik Alaskarov (Neftchi Bakou, 19 buts) |
| 2021-2022 | 8                  | FK Qarabağ (9)      | Neftchi Bakou      | Zira FK            | Kady Borges (FK Qarabağ, 12 buts) |
| 2022-2023 | 10                 | FK Qarabağ (10)     | Sabah FC           | Neftchi Bakou      | Ramil Sheydayev (FK Qarabağ, 22 buts) |
| 2023-2024 | 10                 | Qarabağ FK (11)     | Zira FK            | Sabah FC           | Juninho (en) (Qarabağ FK, 20 buts) |
| 2024-2025 | 10                 | Qarabağ FK (12)     | Zirə FK            | Araz Nakhitchevan  | Leandro Andrade (en) (Qarabağ FK, 15 buts) |

#### Palmarès par club
| Clubs                | Champion | Vice-champion | Édition(s) remportée(s)                                                |
| -------------------- | -------- | ------------- | ---------------------------------------------------------------------- |
| FK Qarabağ           | 12       | 4             | 1993, 2014, 2015, 2016, 2017, 2018, 2019, 2020, 2022, 2023, 2024, 2025 |
| Neftchi Bakou        | 9        | 5             | 1992, 1996, 1997, 2004, 2005, 2011, 2012, 2013, 2021                   |
| Kapaz PFC            | 3        | 1             | 1995, 1998, 1999                                                       |
| FK Shamkir           | 3        | 2             | 2000, 2001, 2002                                                       |
| Inter Bakou          | 2        | 3             | 2008, 2010                                                             |
| FK Bakou             | 2        | 2             | 2006, 2009                                                             |
| Khazar Lankaran      | 1        | 3             | 2007                                                                   |
| Turan Tovuz          | 1        | 1             | 1994                                                                   |
| Zirə FK              | –        | 3             |                                                                        |
| Khazar Sumgayit (en) | –        | 2             |                                                                        |
| FK Qabala            | –        | 2             |                                                                        |
| Khazri Buzovna (en)  | –        | 1             |                                                                        |
| FK Karvan            | –        | 1             |                                                                        |
| AZAL Bakou           | –        | 1             |                                                                        |
| Sabah FC             | –        | 1             |                                                                        |

## Meilleurs buteurs
Nazim Aliyev est le meilleur buteur de tous les temps en une saison en championnat, avec 39 buts lors de la saison 1992.
| Rang                        | Joueur           | Buts |
| --------------------------- | ---------------- | ---- |
| 1                           | Nazim Aliyev     | 183  |
| 2                           | Mushfig Huseynov | 125  |
| 3                           | Rovshan Ahmedov  | 116  |
| 4                           | Gurban Gurbanov  | 115  |
| 5                           | Samir Alakbarov  | 115  |
| 6                           | Alay Bahramov    | 108  |
| 7                           | Vadim Vasilyev   | 102  |
| 8                           | Khagani Mamedov  | 102  |
| 9                           | Kanan Kerimov    | 102  |
| 10                          | Nadir Nabiyev    | 100  |
| Mis à jour le 12 avril 2010 |                  |      |

## Compétitions européennes

### Classement du championnat
Le tableau ci-dessous récapitule le classement de l'Azerbaïdjan au coefficient UEFA depuis 1995. Ce coefficient par nation est utilisé pour attribuer à chaque pays un nombre de places pour les compétitions européennes ainsi que les tours auxquels les clubs doivent entrer dans la compétition.
| 1995 | 1996 | 1997 | 1998 | 1999 | 2000 | 2001 | 2002 | 2003 | 2004 | 2005 | 2006 | 2007 | 2008 | 2009 | 2010 | 2011 | 2012 | 2013 | 2014 | 2015 | 2016 | 2017 | 2018 | 2019 | 2020 | 2021 | 2022 | 2023 | 2024 | 2025 |
| ---- | ---- | ---- | ---- | ---- | ---- | ---- | ---- | ---- | ---- | ---- | ---- | ---- | ---- | ---- | ---- | ---- | ---- | ---- | ---- | ---- | ---- | ---- | ---- | ---- | ---- | ---- | ---- | ---- | ---- | ---- |
| 47   | 48   | 48   | 48   | 48   | 46   | 42   | 47   | 49   | 48   | 48   | 47   | 44   | 42   | 41   | 38   | 37   | 37   | 32   | 32   | 29   | 26   | 26   | 23   | 26   | 26   | 26   | 26   | 29   | 28   | 30   |

Le tableau suivant affiche le coefficient actuel du championnat azéri.
| Rang | Pays                 | 2020-2021 | 2021-2022 | 2022-2023 | 2023-2024 | 2024-2025 | Coefficient |
| ---- | -------------------- | --------- | --------- | --------- | --------- | --------- | ----------- |
| 28   | Slovénie             | 2,250     | 3,000     | 2,125     | 3,875     | 9,043     | 20,343      |
| 29   | Bulgarie             | 4,000     | 3,375     | 4,500     | 4,375     | 3,625     | 19,875      |
| 30   | Azerbaïdjan          | 2,500     | 4,375     | 4,000     | 5,875     | 2,875     | 19,625      |
| 31   | République d'Irlande | 1,875     | 2,875     | 3,375     | 1,500     | 5,343     | 14,968      |
| 32   | Moldavie             | 1,375     | 5,250     | 3,750     | 2,000     | 2,000     | 14,50032    |

### Coefficient des clubs
| Rang | Club          | 2020-2021 | 2021-2022 | 2022-2023 | 2023-2024 | 2024-2025 | Coefficient |
| ---- | ------------- | --------- | --------- | --------- | --------- | --------- | ----------- |
| 69   | Qarabağ FK    | 3,000     | 9,000     | 6,000     | 11,000    | 3,000     | 32,000      |
| 187  | Neftchi Bakou | 1,500     | 2,500     | 2,000     | 2,000     | -         | 8,000       |
| 318  | Zira FK       | -         | -         | 1,500     | -         | 2,500     | 4,000       |
| 318  | Sabah FC      | -         | -         | -         | 2,000     | 2,000     | 4,000       |
| 323  | FK Sumgayit   | 1,000     | 1,500     | -         | -         | 1,500     | 4,000       |